# Mailberger Bund
Am 14. Oktober 1451 trafen sich unter der Führung von Ulrich von Eyczing die Landstände von Ober- und Niederösterreich auf Schloss Mailberg bei Hollabrunn mit 39 Herren und Ritter sowie Städtevertreter aus Ober- und Niederösterreich und schlossen ein Bündnis gegen König Friedrich III., den späteren Kaiser Friedrich III. wegen der Freigabe des unter seiner Vormundschaft stehenden Thronerben Ladislaus Postumus. Im Namen „aller Prälaten, Herren, Ritter und Knechte“ wollten sie nicht eher ruhen, „bis nicht ihr rechtsmäßiger Erbherr“ aus der Vormundschaft Friedrichs entlassen wäre und in Wien seine Residenz aufgeschlagen hätte. Nach kurzer Zeit siegelten 250 Mitglieder der Ständeversammlung den so genannten Mailberger Bund.
Vorwand des Bündnisses war die Entlassung Ladislaus Postumus’ aus der Vormundschaft seines Onkels, doch ging es den Ständen auch um den eigenen Einfluss. Im September 1452 erreichten die Stände nach Belagerung des Kaisers in Wiener Neustadt die Auslieferung von Ladislaus.
Am 6. September 1452 hielt Graf Ulrich von Cilli mit dem jungen Ladislaus feierlichen Einzug in Wien, die Landstände hatten gesiegt.